# 山本書店
株式会社山本書店（やまもとしょてん）は、日本の出版社。評論家でキリスト教徒の山本七平が創業（ただし、創業は評論活動を開始するはるか以前である）。山本没後は、夫人の山本れい子を店主として営業し、2007年（平成19年）3月31日に閉店した。

## 歴史
- 1956年（昭和31年） - 山本七平が世田谷の自宅内に設立する。
- 1958年（昭和33年） - 『歴史としての聖書』を出版。聖書学関連書籍の出版をその事業の中核とする経営方針が確立する。
- 1963年（昭和38年）
  - 9月 - 自宅に書店の倉庫が完成。
  - 10月 - 自宅が火災で全焼。書店は一橋書店の二階にて仮営業になる。
- 1964年（昭和39年） - 新宿区市谷本村町の建物に移転する。（山本の自宅は神奈川県鎌倉市内に新築）
- 1970年（昭和45年）5月 - イザヤ・ベンダサン著『日本人とユダヤ人』を刊行。ベストセラーになる。
- 1971年（昭和46年） - 『日本人とユダヤ人』が第2回大宅壮一ノンフィクション賞を受賞。
- 1991年（平成3年）
  - 8月 - 『希和対訳脚注つき新約聖書』を17年掛けて完結する。
  - 12月10日 - 創業者の山本七平が死去。れい子夫人が店主になる。
- 1996年（平成8年） - 山本七平・れい子・良樹著『山本家のイエス伝』を刊行。
- 1997年（平成9年） - 『山本七平と行く聖書の旅』を刊行 。
- 2000年（平成12年） - 『宗教からの呼びかけ』を刊行。
- 2007年（平成19年）3月31日 - 閉店。それまでに『日本人とユダヤ人』を含め多くの出版物の版権は各出版社に移譲されていたが、残余の刊行物についてはキリスト教系の教文館に移される。

## 主な刊行書
- 『天壇』石橋丑雄著（1957年）
- 『歴史としての聖書』（ウェルネル・ケラー著、山本七平訳、1958年）
- 『聖書学論集　1～25』（日本聖書学研究所、1962年 - 1991年）
- 『死海文書』（日本聖書学研究所、1963年）
- 『ギルガメシュ叙事詩』（矢島文夫訳、1965年）
- 『日本人とユダヤ人』イザヤ・ベンダサン著（1970年）
- 『新約ギリシヤ語辞典』岩隈直著（1971年）
- 『レバノンの歴史』（フィリップ・フーリ・ヒッティ著、小玉新次郎訳、1972年）
- 『新約・古典ギリシヤ語の読み方(<カセット+テキスト>)』（蛭沼寿雄著、太田治子 ギリシャ語朗読、1974年）
- 『マサダ』（イガエル・ヤディン著、田丸徳善訳、1975年）
- 『原典新約時代史』（蛭沼寿雄、秀村欣二編、1976年）
- 『ヨセフス全集』（全16冊、フラウィウス・ヨセフス著、新見宏、秦剛平訳、1975年 - 1984年）
- 『希和対訳脚註つき新約聖書』（全13巻19冊、R･V･G･タスカー編、岩隈直訳註、1973年 - 1991年）
- 『エウセビオス 教会史』（全3巻　秦剛平訳、1986年）

## 刊行計画があった書物
- 『七十人訳聖書（セプトゥアギンタ）』邦訳
- 『ギリシャ語文法書』
- 『ミシュナ』 邦訳